# Nudochernes nidicola
Nudochernes nidicola es una especie de arácnido  del orden Pseudoscorpionida de la familia Chernetidae.

## Distribución geográfica
Se encuentra en Uganda y Kenia.